# XBTC (航空機)
XBTC / XA-40
飛行するXBTC-2 "Model B" 31402号機
(1946年撮影)
- 用途：急降下爆撃機、雷撃機
- 分類：艦上攻撃機
- 製造者：カーチス・ライト社
- 運用者： アメリカ海軍（予定）
- 初飛行：1945年1月（XBTC-2）[1]
- 生産数：2機[1]
- 退役：1947年（計画中止）
- 運用状況：未就役
- サブタイプ：XBT2C

XBTC（Curtiss-Wright XBTC ）は、第二次世界大戦中にカーチス・ライト社がアメリカ海軍向けに開発した試作艦上攻撃機。
社内名称はCW-96（モデル96）。アメリカ陸軍航空軍でもXA-40計画として提案しようとしたが、これ以上の攻撃機は不要として発注前にとりやめた。

## 設計
XBTC-1（CW-96）は、二重反転式プロペラを備えた2,200馬力（1,641kW）のR-3350エンジンを搭載し、引き込み式主脚を装備した低翼単葉機で、3,000馬力（2,237kW）のプラット・アンド・ウィトニーXR-4360-8Aエンジンを搭載し、2重反転プロペラを採用していた。

## 開発
1943年、アメリカ海軍は艦上機の爆撃機と攻撃機の一本化を図り、次期主力雷撃機計画兼急降下爆撃機計画を出した。これに、マーチン社はXBTM-1、ダグラス社はXBT2D-1、カイザー・フリートウィングス社はXBTK-1、そしてカーチス・ライト社はXBTC-1を提出して応えた。XBTCはエンジンパワーと武器の搭載能力から来る第1級の実力と評価されたが、BTM-1（後のAM モーラー）とXBTD-1（後のA-1 スカイレイダー）が選定された。その時点で既にXBTCの製造準備は完了していた為試験は続けられた。2機のXBTC-2が完成していたが、それぞれ翼の形状は計画から変更された。「Model A」は主翼を標準的なテーパー翼とし、フラップが装備された。「Model B」は主翼を後退翼とし後縁と後退角最先端が直線で形成され、二重のフラップ翼を特徴としていた。
2機の試作機は1946年にメリーランド州パタクセント・リバー海軍航空基地内の海軍航空センターに引き渡された。試験は順調に行われていたが、1947年2月に1機目が墜落、1947年8月に2機目が墜落して両型とも失われたことによりXBTCは開発中止となった。

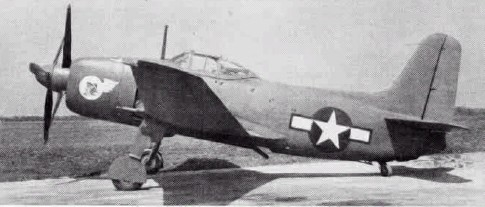
XBTC-2 "Model A" テーパー翼タイプ
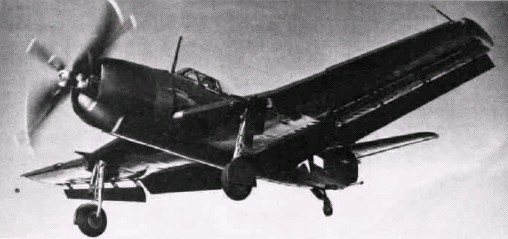
XBTC-2 "Model B" 後退翼タイプ

## 諸元
| 機体名       | XBTC-1 | XBTC-1 | XBTC-1 |
| ------------ | --- | --- | --- |
| 全長         | 37ft 2in (11.33m) | 37ft 2in (11.33m) | 37ft 2in (11.33m) |
| 全幅         | 48ft (14.63m) | 48ft (14.63m) | 48ft (14.63m) |
| 全高         | 17ft (5.18m) | 17ft (5.18m) | 17ft (5.18m) |
| 翼面積       | 395ft2 (36.7m2) | 395ft2 (36.7m2) | 395ft2 (36.7m2) |
| プロペラ     | ブレード4枚 直径13ft 2in (4.01m)                                                                                             | ブレード4枚 直径13ft 2in (4.01m)                                                                                             | ブレード4枚 直径13ft 2in (4.01m)                                                                                             |
| エンジン     | Wright R-3350-8 (2,300Bhp) ×1                                                                                                | Wright R-3350-8 (2,300Bhp) ×1                                                                                                | Wright R-3350-8 (2,300Bhp) ×1                                                                                                |
| 空虚重量     | 10,726lbs (4,865kg) | 10,726lbs (4,865kg) | 10,726lbs (4,865kg) |
| ミッション   | BOMBER(1) | BOMBER(2) | TORPEDO |
| 離陸重量     | 16,708lbs (7,579kg) | 17,234lbs (7,817kg) | 16,729lbs (7,588kg) |
| 戦闘重量     | 15,602lbs (7,077kg) | 17,234lbs (7,817kg) | 16,729lbs (7,588kg) |
| 搭載燃料     | 離陸重量：510gal (1,931ℓ) 戦闘重量：360gal (1,363ℓ)                                                                          | 離陸重量：360gal (1,363ℓ) 戦闘重量：360gal (1,363ℓ)                                                                          | 離陸重量：360gal (1,363ℓ) 戦闘重量：360gal (1,363ℓ)                                                                          |
| 携行装備     | 1,000lbs爆弾×1 | 1,600lbs爆弾×1 + 500lbs爆弾×2                                                                                                | Mk.13魚雷×1 |
| 最高速度     | 360mph/15,500ft (579km/h 高度4,724m)                                                                                         | 334mph/15,500ft (538km/h 高度4,724m)                                                                                         | 335mph/15,500ft (539km/h 高度4,724m)                                                                                         |
| 上昇能力     | 1,960ft/m (9.96m/s) | 1,640ft/m (8.33m/s) | 1,720ft/m (8.74m/s) |
| 実用上昇限度 | 28,400ft (8,656m) | 26,700ft (8,138m) | 26,200ft (7,986m) |
| 航続距離     | 1,935mile (3,114km) | 1,320mile (2,124km) | 1,365mile (2,197km) |
| 武装         | AN-M3 20mm機関砲×4 (弾数計800発)                                                                                             | AN-M3 20mm機関砲×4 (弾数計800発)                                                                                             | AN-M3 20mm機関砲×4 (弾数計800発)                                                                                             |
| 外部兵装     | 爆弾槽・胴体下：1,600/1,000/500lbs爆弾×1、650/325lbs爆雷×1、Mk.13/15機雷×1、Mk.13魚雷×1 翼下：500lbs爆弾×2、650/325lbs爆雷×2 | 爆弾槽・胴体下：1,600/1,000/500lbs爆弾×1、650/325lbs爆雷×1、Mk.13/15機雷×1、Mk.13魚雷×1 翼下：500lbs爆弾×2、650/325lbs爆雷×2 | 爆弾槽・胴体下：1,600/1,000/500lbs爆弾×1、650/325lbs爆雷×1、Mk.13/15機雷×1、Mk.13魚雷×1 翼下：500lbs爆弾×2、650/325lbs爆雷×2 |

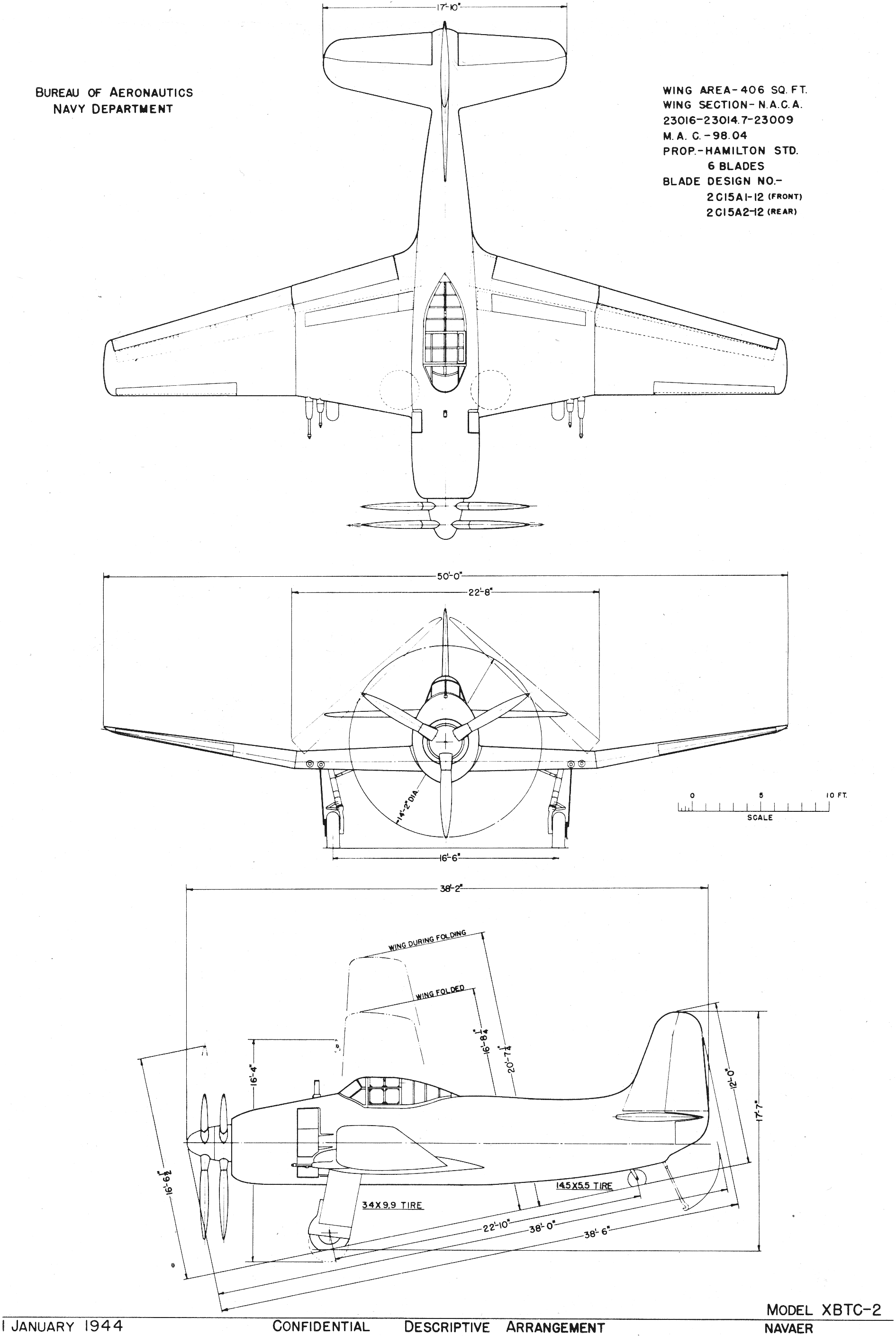
XBTC-2 "Model A" 三面図
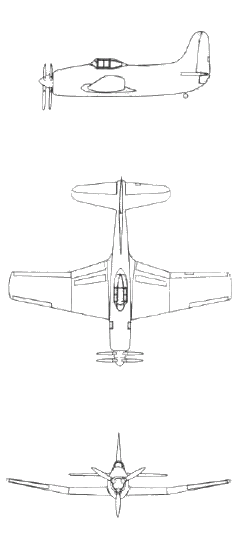
XBTC-2 "Model B"の三面図